# Världsmästerskapen i skidorientering
Världsmästerskapen i skidorientering hade premiär 1975 och avgörs vartannat år. Från början avgjordes evenemanget ojämna år, 1980–2004 jämna år och sedan 2005 återigen ojämna år.

## Arrangörsorter
- 1975: Hyvinge, Finland
- 1977: Velingrad, Bulgarien
- 1980: Avesta/Garpenberg, Sverige
- 1982: Aigen im Ennstal, Steiermark, Österrike
- 1984: Lavarone, Italien
- 1986: Batak, Bulgarien
- 1988: Kuopio, Finland
- 1990: Skellefteå, Sverige
- 1992: Pontarlier, Frankrike
- 1994: Val di Non, Italien
- 1996: Lillehammer, Norge
- 1998: Windischgarsten, Oberösterreich, Österrike
- 2000: Krasnojarsk, Ryssland
- 2002: Borovetz, Bulgarien
- 2004: Åsarna/Östersund, Sverige
- 2005: Levi, Finland
- 2007: Moskva oblast, Ryssland
- 2009: Rusutsu, Japan
- 2011: Tänndalen, Sverige
- 2013: Ridder, Kazakstan
- 2015: Hamar, Norge
- 2017: Krasnojarsk, Ryssland
- 2019: Piteå, Sverige
- 2021: Kääriku, Estland
- 2022: Kemi-Keminmaa, Finland
- 2024: Ramsau, Österrike

### Fotnoter
1. ↑  ”World Ski Orienteering Championships” (på engelska). Internationella orienteringsförbundet. Arkiverad från originalet den 25 oktober 2016. https://web.archive.org/web/20161025200841/http://orienteering.org/calendarresults/ski-orienteering/world-orienteering-championships/. Läst 12 november 2015.